# Jean-François Breau
 (avril 2015).
Si vous disposez d'ouvrages ou d'articles de référence ou si vous connaissez des sites web de qualité traitant du thème abordé ici, merci de compléter l'article en donnant les références utiles à sa vérifiabilité et en les liant à la section « Notes et références ».
Jean-François Breau, né le 29 juillet 1978 à Hamilton, Ontario, est un auteur-compositeur-interprète canadien d'origine acadienne.

## Biographie
Né à Hamilton d'une mère gaspésienne (Matane) et d'un père acadien (Tracadie-Sheila), Jean-François Breau a passé son enfance à Tracadie-Sheila, dans la Péninsule acadienne, au Nouveau-Brunswick. Il habite maintenant au Québec.
Il a joué le rôle de Gringoire en français et en anglais dans la comédie musicale Notre-Dame-de-Paris créée par Luc Plamondon et Richard Cocciante.
Le 18 février 2004 au Théâtre Saint-Denis de Montréal, a lieu la première de Don Juan de Félix Gray, où il y incarne le rôle principal. Il est le compagnon de Marie-Ève Janvier, qui a joué le rôle de Maria à ses côtés dans cette comédie musicale.
Il lance son premier album solo en 2001 sous l'étiquette Quartett Music, l'album solo Exposé apparaît en 2006 sous l'étiquette ICI Musique.
Il a été l'invité de La Petite Séduction à la Télévision de Radio-Canada lors de l'émission du 4 juin 2008, tournée dans le village de Saint-Casimir.
En 2008 il fait la tournée du Québec en duo avec Marie-Ève Janvier, sa compagne. À l'été 2009, ils enregistrent tous les deux leur premier album intitulé Donner pour donner, suivi en 2011 par un deuxième album intitulé La vie à deux.
En 2012, il a participé comme mentor à l'émission Un air de famille à la Télévision de Radio-Canada. Cette émission permettait à des familles de chanter devant un public et pour la première fois à la télévision.

## Vie privée
Depuis 2004, il partage sa vie avec la chanteuse et animatrice québécoise Marie-Ève Janvier. Le 22 septembre 2015, ils annoncent officiellement attendre leur premier enfant dont la naissance est prévue pour le printemps 2016. Leur fille Léa est née le 3 mars 2016. Jean-François et Marie-Ève se sont fiancés le 24 décembre 2018. Ils se sont mariés le 2 octobre 2021, et ils ont eu une deuxième fille prénommée Laurence. Leur troisième enfant, un garçon prénommé Louis, est né en juin 2023.

## Discographie

### Albums
Solo
- 2001 - Jean-François Breau (Quartett Music/QUARTCD-1650)
- 2006 - Exposé (ICI Musique/IMCD-4444)

Marie-Ève Janvier et Jean-François Breau
- 2009 - Donner pour donner
- 2011 - La vie à deux
- 2013 - Noël à deux
- 2014 - Libre
- 2016 - La route infinie

Autres
- 2003 - Don Juan (Guy Cloutier Communications/PGC-CD-9446)
- 2004 - Don Juan (L'intégrale) (Guy Cloutier Communications/PGC-CD-9453)
- 2012 - Don Juan

### Singles
- J'ai un problème (avec Marie-Ève Janvier)

## Prix
- 1997 - Festival en chanson de Petite-Vallée
- 1998 - Gala de la chanson de Caraquet
- 1998 - Festival de la chanson de Saint-Ambroise
- 1998 - Festival international de la chanson de Granby (meilleur auteur-compositeur-interprète, pour ses compositions «Je t'attendrai» et «Comme autrefois»)
- Titre de personnalité de l'année au Nouveau-Brunswick, prix décerné par les médias francophones de cette province[3].
- 2002 - prix de l'album de l'année et du spectacle de l'année au Gala des Éloizes à Moncton au Nouveau-Brunswick.
- 2005 - Prix Éloizes de l'artiste s'étant le plus illustré à l'extérieur de l'Acadie.